# Мамедсадык-ага Калбалиханов
Мамедсадык-ага Калбалиханов (азерб. Məmmədsadıq ağa Kəlbəlixanov), (ок. 1810—1883) — наиб Ордубадской провинции Армянской области, штабс-капитан Российской империи. Сын Шейх Али-хана и внук нахичеванского хана Келб Али.

## Биография
Имя в документах могло указываться как Магмед-Садык-бек, Мамед-Садых Гаджи-бек, Мамед-Садых-бек Ших-Али-бек-оглы.
С 1827 года помогал отцу в управлении города. Ордубад. Участник русско-персидской войны 1826—1828 годов,  был произведён в поручики (12.08.1829). Заведовал сбором податей в Ордубаде (св. 1837). Содержания от казны не получал. Приказом по иррегулярным войскам в 1856 года (№ 33) произведён в штабс-капитаны. Имел серебряную медаль в память русско-персидской войны 1826—1828 годов и медаль путешествия по Кавказу императора Николая I в 1837 году.
Член Эриванской бекской комиссии по Ордубадскому уезду (1865—1867). Имел землю в деревне Яйджи (доход 60 руб. сер. в год), два сада (100 и 300 руб.), в 1858 его каменоломня в этой деревне была сдана в аренду братьям М. Туниеву и А. Туниеву, жителям Нахичевана.

## Потомки
У штабс-капитана Мамедсадыка-аги Калбалиханова было два сына: лейтенант Мамед-хан Калбалиханов, Гаджи Теймур Калбалиханов и дочь по имени Мина-бегюм.